# Jojo Moyes
Jojo Moyes, właśc. Pauline Sara Jo Moyes (ur. 4 sierpnia 1969 w Londynie) – brytyjska dziennikarka i pisarka. Jest jedną z nielicznych autorek, które otrzymały dwukrotnie Romantic Novel of the Year Award, przyznawaną przez Romantic Novelists' Association.

## Życie i kariera dziennikarska
Kończyła studia na Royal Holloway and Bedford New College na Uniwersytecie Londyńskim. W 1992 roku zdobyła stypendium finansowane przez „The Independent” na dziennikarskie studia podyplomowe na City University. Przez następne dziesięć lat pracowała dla „The Independent” (z wyjątkiem jednego roku, kiedy pracowała w Hongkongu dla „Sunday Morning Post”), pełniąc różne role.
Aktualnie pisze artykuły dla „The Daily Telegraph”.
Moyes mieszka wraz z mężem, dziennikarzem Charlesem Arthurem, i trójką dzieci na farmie w Saffron Walden w hrabstwie Essex.

## Kariera pisarska
Moyes zadebiutowała w 2002 roku powieścią Sheltering Rain.
Moyes dwukrotnie otrzymała Romantic Novel of the Year Award, w 2004 za Zakazany owoc (tyt. oryg. Foreign Fruit) oraz w 2011 za Ostatni list od kochanka (tyt. oryg. The Last Letter From Your Lover).
Jest związana z agencją literacką Curtis Brown.
W 2013 ogłoszono, że Michael H. Weber i Scott Neustadter będą autorami scenariusza filmu, który powstanie na podstawie powieści Moyes Zanim się pojawiłeś (tyt. oryg. Me Before You). Premiera filmu Zanim się pojawiłeś odbyła się 3 czerwca 2016 roku.

## Publikacje
- Sheltering Rain (2002; wydanie polskie: Pod osłoną deszczu, tłum. Monika Bukowska, Znak 2022).
- Foreign Fruit (2003; wydanie polskie: Zakazany owoc, tłum. Katarzyna Malita, Świat Książki 2006).
- The Peacock Emporium (2004; wydanie polskie: Kolory pawich piór, tłum. Agnieszka Myśliwy, Między Słowami 2019).
- The Ship of Brides (2005; wydanie polskie: W samym sercu morza, tłum. Anna Gralak, Między Słowami 2020).
- Silver Bay (2007; wydania polskie: Srebrna zatoka, tłum. Anna Czarnecka, Red Horse 2009; Silver bay, tłum. Marcin Stopa, Reader’s Digest 2008; Srebrna zatoka, tłum. Nina Dzierżawska, Między Słowami 2019).
- Night Music (2008; wydanie polskie: Muzyka nocy, tłum. Monika Bukowska, Znak 2023).
- The Horse Dancer (2009; wydanie polskie: We wspólnym rytmie, tłum. Agnieszka Myśliwy, Kraków, Między Słowami, 2017).
- The Last Letter From Your Lover (2010; wydania polskie: Ostatni list od kochanka, tłum. Urszula Smerecka, Świat Książki 2011; 2014; Ostatni list od kochanka, tłum. Anna Gralak, Między Słowami 2018).
- Me Before You (2012; wydania polskie: Zanim się pojawiłeś, tłum. Dominika Cieśla-Szymańska, Świat Książki 2013; Zanim się pojawiłeś, tłum. Anna Gralak, Między Słowami 2018).
- Honeymoon In Paris (2012).
- The Girl You Left Behind (2012; wydanie polskie: Dziewczyna, którą kochałeś, tłum. Nina Dzierżawska, Między Słowami 2017)
- The One Plus One (2014; wydanie polskie: Razem będzie lepiej, tłum. Nina Dzierżawska, Między Słowami 2015)
- After You (2015; wydanie polskie: Kiedy odszedłeś, tłum. Nina Dzierżawska, Między Słowami 2016) – kontynuacja książki Zanim się pojawiłeś
- Paris For One and Other Stories (2017; współautor: Miko Hughes); (wydanie polskie: Dwa dni w Paryżu, tłum. Anna Gralak, Znak 2020).
- Still Me (2018; wydanie polskie: Moje serce w dwóch światach, tłum. Agnieszka Myśliwy, Nina Dzierżawska, Między Słowami 2018)
- The Giver of Stars (2019; wydanie polskie: Światło w środku nocy, tłum. Anna Gralak, Znak 2020).